# Хараджи Кара Мехмед бин Али
Хараджи Кара Мехмед бин Али, или просто Мехмед хан, е виден кюстендилски събирач на харадж от втората половина на 15 век.
Като ктитор е и един от най-известните строители/възстановители на обществени сгради в Кюстендил. Произхода му не е известен, но се предполага родството му с последните полусамостоятелни владетели на Константиновата земя – Яков Драгаш и Стефан Драгаш.
Мехмед хан е обявен като строител (или по-скоро възстановител) на известната Фатих Мехмед джамия, изградена от дялани каменни блокчета и тухли. По всяка вероятност, джамията е обновена старобългарска, а може би още предходно стара римска и византийска постройка, с обществено предназначение. Основание за това дават проучванията на съборената през 1953 г. Сюлейман паша джамия (джамеси) в центъра на Кюстендил. Постройката на джамията на Сюлейман паша е средновековна българска църква от 14 век, в самия център на Кюстендил.
Датировката на джамията на Фатих Мехмед сочи 1531 г., което е изписано с тухли в източната част на купола, но това е вероятно годината на по-късна нейна основна реконструкция.
Точно тази джамия е и символ на османското завоюване на Босна или сръбските земи, след което тези богомили били здраво ислямизирани и припоени към Османската империя.
Вероятно джамията е обновена и предходно съществувала на мястото средновековна българска църква с допълнително издигнато и припоено уникално минаре, което е украсено с шестостенни орнаменти от червени тухли.

## Допълнителна информация
През 1478 г. венецианският адмирал Томазо Малипиеро е натоварен от дожа да иска мир и в края на пролетта пристига от Шкодра в Кюстендил, който е центъра на Константиновата земя, където се намира лагера на османския владетел Мехмед II с дивана в състав от трима везири. С това де факто се слага края на венецианско-османската война, както и на спора за владението над албанските територии, Морея и егейските острови.